# Murudi, Badami
Murudi là một làng thuộc tehsil Badami, huyện Bagalkot, bang Karnataka, Ấn Độ.